# Chris Gimenez
Christopher Paul Gimenez (né le 27 décembre 1982 à Gilroy, Californie, États-Unis) est un receveur de la Ligue majeure de baseball.

## Carrière

### Carrière scolaire et universitaire
Après des études secondaires à Gilroy en Californie, Chris Gimenez passe trois ans à l'université du Nevada à Reno où il joue avec le Wolf Pack du Nevada de 2002 à 2004. Il frappe 30 coups de circuit en 146 matches universitaires.

### Carrière professionnelle

#### Indians de Cleveland
Chris Gimenez rejoint les rangs professionnels après le repêchage amateur du 7 juin 2004 au cours de laquelle il est sélectionné par les Indians de Cleveland.
Entre 2004 et 2009, il évolue en Ligues mineures sous les couleurs des Mahoning Valley Scrappers, Lake County Captains, Kinston Indians, Akron Aeros, Buffalo Bisons et des Columbus Clippers.
Il fait ses débuts en Ligue majeure le 3 juin 2009 avec les Indians de Cleveland. Le lendemain, il frappe son premier coup de circuit sur son premier coup sûr au plus haut niveau. Receveur de formation, il ne joue que 8 rencontres à ce poste en 2009 en Ligue majeure contre 20 matches dans le champ extérieur et 18 au premier but.

#### Mariners de Seattle
En décembre 2010, il rejoint les Mariners de Seattle, qui l'invitent à leur entraînement de printemps. Il amorce la saison 2011 comme substitut à Miguel Olivo avant qu'une blessure à l'oblique ne l'envoie sur la liste des joueurs blessés. Revenu avec les Mariners en septembre, il dispute au total 24 parties durant la saison. 

#### Rays de Tampa Bay
Il devient joueur autonome le 14 février 2012. Le 16 février, il rejoint les Rays de Tampa Bay via un contrat des ligues mineures.
Il maintient une moyenne au bâton de ,260 avec les Rays en 2012, frappant un coup de circuit. L'année suivante, il obtient un double en trois présences au bâton dans les quatre parties qu'il joue pour Tampa Bay.

#### Rangers du Texas

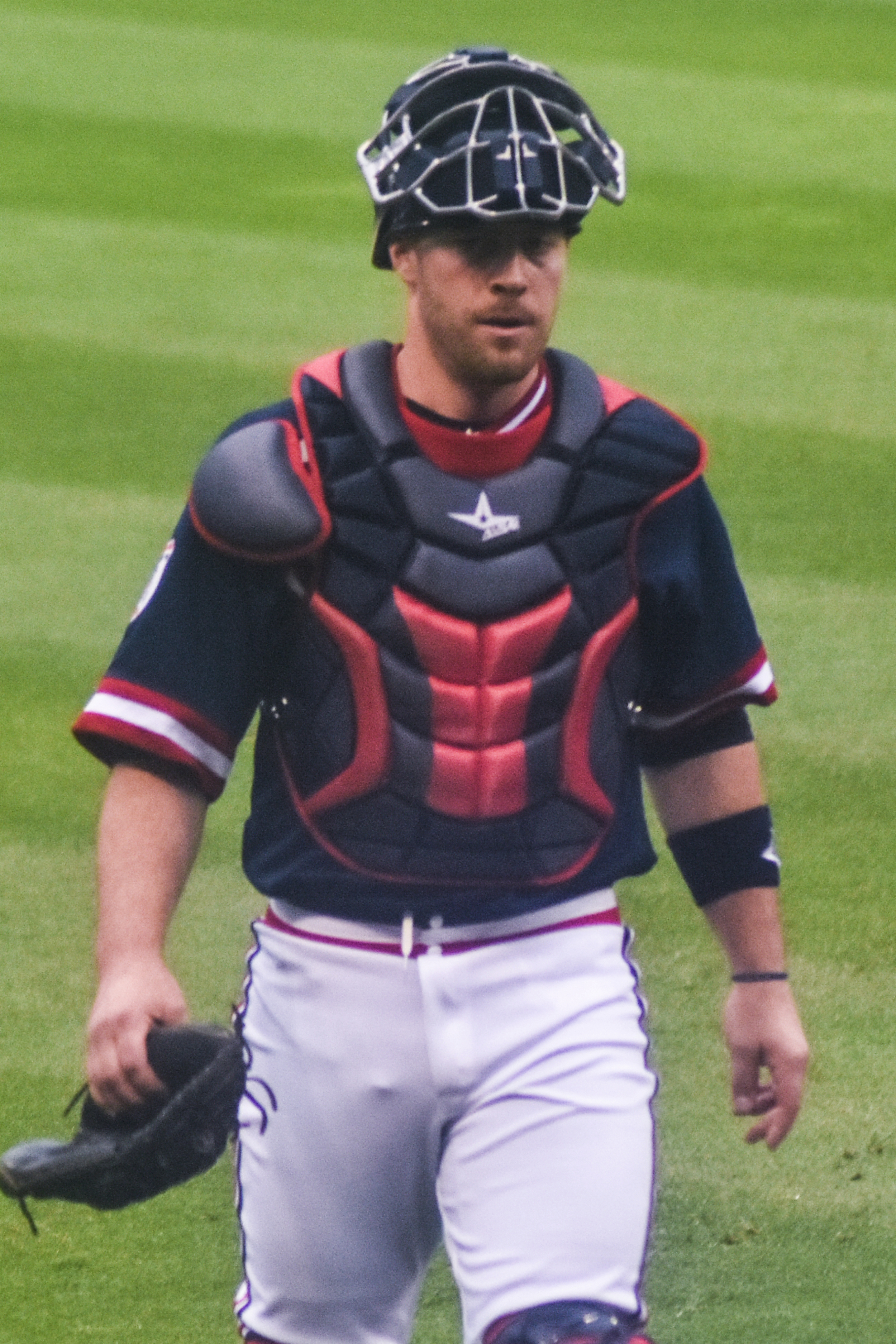
Chris Gimenez en 2016 avec Cleveland.

Le 20 décembre 2013, Gimenez est réclamé au ballottage par les Athletics d'Oakland. Le 28 mars 2014, à la fin de l'entraînement de printemps des Athletics, Gimenez est réclamé au ballottage par les Rangers du Texas. Il joue 34 parties pour Texas en 2014, produisant 11 points et frappant dans une moyenne au bâton de ,262.

#### Retour à Cleveland
Twins du Minnesota
Le 23 août 2014, les Rangers cèdent Gimenez à son ancien club, les Indians de Cleveland. Il ne frappe aucun coup sûr en 8 matchs, ne soutirant qu'un but-sur-balles en 10 passages au bâton.

#### Retour au Texas
Le 20 novembre 2014, Gimenez, qui est devenu agent libre, signe un contrat avec son ancien club, les Rangers du Texas, le 23 août 2014. En 2015, il dispute 36 parties, maintient une moyenne au bâton de ,255 et frappe 5 circuits. Il fait cet automne-là ses débuts en éliminatoires et réussit deux coups sûrs face aux Blue Jays de Toronto.

#### Twins du Minnesota
Il signe un contrat des ligues mineures avec les Twins du Minnesota le 19 janvier 2017.

## Statistiques
| Saison | Équipe    | G  | AB  | R  | H  | 2B | 3B | HR | RBI | SB | BA    |
| ------ | --------- | -- | --- | -- | -- | -- | -- | -- | --- | -- | ----- |
| 2009   | Cleveland | 45 | 111 | 12 | 16 | 2  | 0  | 3  | 7   | 1  | 0,144 |
| 2010   | Cleveland | 28 | 58  | 6  | 11 | 5  | 0  | 1  | 8   | 0  | 0,190 |
| Totaux | Totaux    | 73 | 169 | 18 | 27 | 7  | 0  | 4  | 15  | 1  | 0,160 |

Note : G = Matches joués ; AB = Passages au bâton; R = Points ; H = Coups sûrs ; 2B = Doubles ; 3B = Triples ; 
HR = Coup de circuit ; RBI = Points produits ; SB = Buts volés ; BA = Moyenne au bâton.